# Igino Gromatico

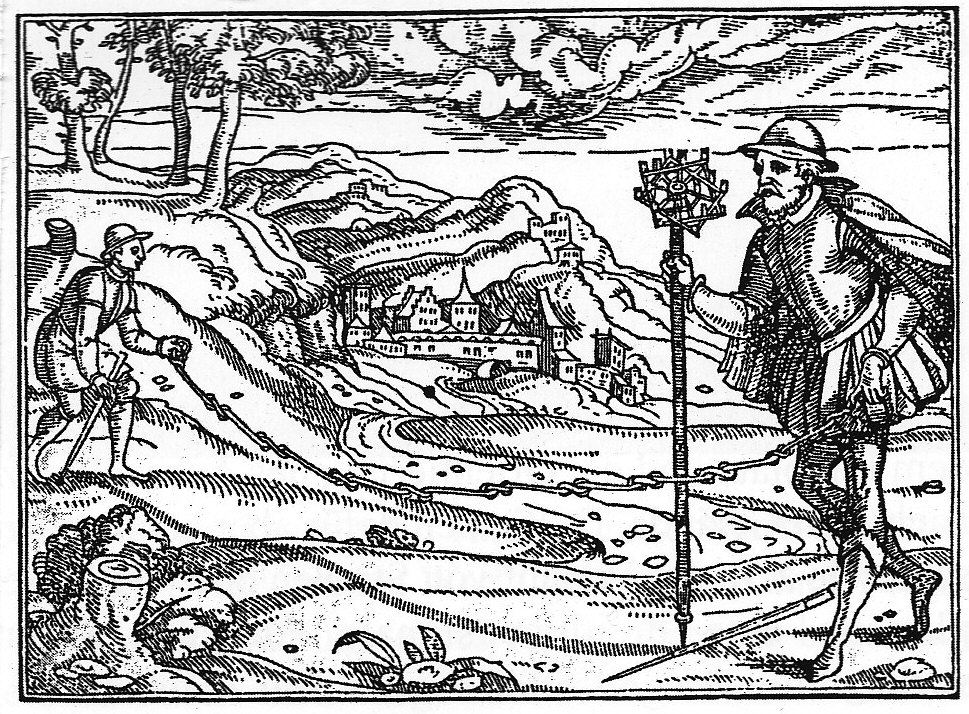
Agrimensore con groma, incisione di Carolus Stephanus e Johannes Liebhaltus, Straßburg 1579.

Igino Gromatico (in latino Hyginus Gromaticus; fine I secolo – metà II secolo) è stato uno scrittore ed agrimensore romano.

## Biografia
Igino sarebbe vissuto durante il regno dell'imperatore Traiano (98–117). Il suo soprannome, utilizzato dal Seicento per distinguerlo da scrittori omonimi, deriva dall'utensile groma, che era usato, appunto, dagli agrimensori.

## Opere
Restano frammenti della sua opera Constitutio limitum sui confini terrieri: in essi l'autore tratta, appunto, dei confini e del metodo per stabilirli, delle condizioni dei campi, dei tipi di controversie legati ai confini, delle modalità con cui tali limites vanno stabiliti.
A Igino fu attribuito anche il trattato De munitionibus castrorum, sugli accampamenti militari romani, il cui autore è oggi detto Pseudo-Igino, in quanto l'operetta dovrebbe in realtà risalire al III secolo.